# Erwin Thaler
Erwin Thaler, född 21 maj 1930 i Innsbruck, död 29 november 2001, var en österrikisk bobåkare.
Thaler blev olympisk silvermedaljör i fyrmansbob vid vinterspelen 1964 i Innsbruck.